# Нідерландські Антильські острови
Нідерла́ндські Анти́льські острови́ (нід. Nederlandse Antillen, pronounced: [ˈneːdərlɑntsə ʔɑnˈtɪlə(n)] ( прослухати); пап'ям. Antia Hulandes) — колишня автономна територія Нідерландів, розташована на Малих Антильських островах у Карибському морі. 9 жовтня 2010 року територія припинила своє існування.

## Політична структура
З 1954 року Антильські острови користувалися внутрішньою автономією у складі Королівства Нідерландів. Правління — королева Беатрікс (з 30 квітня 1980 р.) була представлена на островах губернатором. Питання зовнішньої політики і оборони є компетенцією нідерландської влади. Виконавча влада здійснювалась губернатором за допомогою Консультативної ради і Ради міністрів на чолі з прем'єр-міністром, яким зазвичай призначався лідер партії або коаліції, що перемогла на останніх виборах. При цьому на кожному острові були власні органи влади: віце-губернатори, місцеві ради і уряди. Однопалатні Законодавчі збори, або Штати, регламентують питання внутрішнього управління. Парламент обирався шляхом загальних виборів строком на 4 роки і складався з 22 членів, зокрема 14 — від острова Кюрасао, 3 — від острова Бонайре, 3 — від острова Сінт-Мартен і поодинці — від островів Саба і Сінт-Естатіус. Всі закони, прийняті парламентом і урядом, повинні бути схвалені губернатором. Парламент також вибирав, а генерал-губернатор затверджував лідера парламентської більшості прем'єр-міністром. Парламент обирає і кабінет міністрів.

## Адміністративний поділ
Адміністративного поділу не було встановлено в законах, проте кожен острів мав власну виконавчу і законодавчу владу. Територія Нідерландських Антильських островів складалася з наступних частин:
- острів Кюрасао;
- острів Бонайре;
- острів Саба;
- острів Сінт-Естатіус;
- Сінт-Мартен (південна частина острова Святого Мартина).

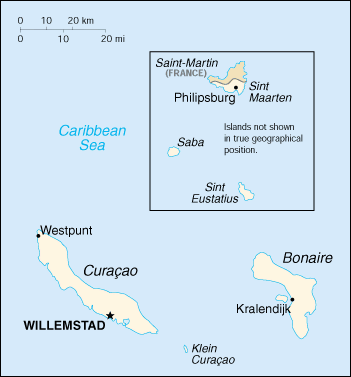
Нідерландські Антильські острови

## Географічні дані
Територія була розташована на Малих Антильських островах. До складу Нідерландських Антильських островів входили острови з групи Підвітряних: Кюрасао, Бонайре (південна група) та з групи Навітряних: Саба, Сінт-Естатіус та південна частина острова Святого Мартина (північна група), північна частина острова контролюється Францією). Загальна площа 994 км². Острів Аруба в 1986 р. вийшов з федерації Антильських островів і отримав статус території Королівства Нідерланди з внутрішнім самоврядуванням.
Довжина берегової лінії становила 364 км. Сухопутний кордон з Сен-Мартеном (10,5 км) на острові Святого Мартина. Морські межі у островів північної групи з Сен-Бартелемі на сході і Сент-Кітсом і Невісом на південному сході.
Невисокі острови південної групи (Кюрасао — 375 м, Бонайре — 241 м) є вершинами підводних підвищень материкового шельфу, що обрамляє Південноамериканський континент. Практично вся поверхня островів поросла буйною тропічною рослинністю (в основному вторинними лісами), що переривається лише поселеннями, сільськогосподарськими угіддями і протяжними пляжами. Острови північної групи утворені вершинами стародавніх підводних вулканів, вони в основному мають округлу форму і достатньо піднесений рельєф.
Рослинний і тваринний мир південної групи островів достатньо бідний. Окрім завезених європейцями домашніх тварин, тут можна знайти лише величезну кількість ящірок і птахів. Невеликі вічнозелені ліси, тут і там зустрічаються по узбережжю островів, утворені чагарниками молочаю, кактусів і інших колючих чагарників. Навколо курортних районів утворені обширні зелені пояси з декоративних форм завезеної рослинності.
Північна група має дещо більший набір представників живої природи. На західних схилах гірських районів височіють ряди пальм, що створюють в деяких місцях справжні ліси. Східні схили зберегли трохи більше природних форм місцевої рослинності і в основному зайняті тропічними лісами, чагарниковими масивами і відносно невеликими ділянками сільськогосподарських угідь.
Природні території, що охороняються: Національний парк Сінт-Крістофель (о. Кюрасао), Національний парк Вашингтон-Слагбаї (о. Бонайре), Морський парк Бонайре (протяжний кораловий риф, що оточує острів Бонайре), Морський парк Саби. Берегова межа всіх островів обрамлена низкою дрібних коралових рифів (найбільш обширні біля північних і західних берегів), а між ними і берегом тягнеться смуга мілководих лагун.
Клімат тропічний морський, пасатний. Велику частину року триває тепла і комфортна погода з мінімальною різницею температур між сезонами. Середня температура влітку (червень — вересень) становить близько +27 °C, взимку (грудень — лютий) — +25 °C, при цьому добові перепади температур украй незначні — температура ночами рідко опускається нижче +20 °C, навіть у зимовий період.
Північно-східні пасати, що дмуть з Атлантичного океану, приносять часті і могутні дощі. Кількість опадів варіює від 280 мм на західних берегах островів до 1000 мм на північно-східних схилах прибережних підвищень. Середньорічна кількість опадів на Бонайре — 550 мм (65% дощу випадає в період з жовтня по січень), на Кюрасао — близько 500 мм, на Сабі і Сінт-Естатіусі — до 700 мм (максимум припадає на період з травня по жовтень-листопад). Відносна вологість повітря досить постійна протягом всього року, складаючи в середньому 76%.
Кюрасао і Бонайре розташовані на південь від «карибського поясу ураганів» і майже не піддаються ударам стихії, Саба, Сінт-Естатіус та Сінт-Маартен знаходяться на південно-східній периферії цієї зони і можуть піддаватися дії ураганів, найвірогідніших в період з липня-серпня по жовтень.

## Економіка
Обсяг ВВП — 2,8 млрд доларів (2004 р.), на душу населення — 16 000 доларів. Сільське господарство виробляє 1% ВВП, промисловість — 15%, послуги — 84% (2000). Головними галузями є туризм, офшорні фінансові послуги, переробка і транспортування нафти (венесуельської), судноремонт. Погані ґрунти і нестача води не сприяють розвитку сільського господарства, хоча його рівень високий. Рілля становить 10% від всієї площі (1993). Поблизу Віллемстада — приміське господарство (молочне тваринництво, плодівництво, овочівництво). Економічна політика направлена на подальший розвиток існуючих галузей, а також оброблювальній промисловості.
Протяжність шляхів з твердим покриттям становить понад 800 км. У Віллемстаді є морський порт і міжнародний аеропорт.
Зовнішньоекономічні зв'язки орієнтовані на Венесуелу і інші латиноамериканські країни, США і країни ЄС. Експорт товарів (2076 млн доларів в 2004 р.) складається майже переважно з нафтопродуктів, частково з сільськогосподарських товарів і готових виробів. Зовнішній борг високий — 2,68 млрд доларів.
Офшорна діяльність: один із найстаріших і респектабельних офшорних центрів світу, спеціалізується на офшорних банках, а також холдингових, фінансових, страхових, управлінських, судноплавних та інших офшорних компаніях. Податок на прибуток офшорних компаній коливається від 2,4 до 3%.
Грошовою одиницею був нідерландський антильський гульден (також флорін) (NAf). Курс встановлений 1,790 гульдена за долар США (фіксований курс з 1989 р).

## Населення
У етнічному складі жителі островів представляють в основному нащадків змішаних шлюбів між різними етнічними групами Старого світу. В основному це негри і мулати (до 85%), представники індіанських народів (до 5%), голландці, іспанці, португальці та інші вихідці з європейського материка (до 6%), а також емігранти з країн Східної Азії і Близького Сходу.
Офіційна мова островів — нідерландська. Окрім її використовується креольська мова пап'яменто. Також поширені англійська і іспанська мови. Близько 85% населення належить до римо-католицької церкві, близько 8% — протестанти. Також на багатьох островах сповідуються іслам, індуїзм, конфуціанство, юдаїзм та інші релігійні течії. Міське населення становить 70%, сільське — 30%. За прогнозами ООН, до 2025 року чисельність населення становитиме 258, а до 2050 року — 267 тисяч чоловік. У 2003 році на 1000 осіб кількість народжених становила 15,76, померлих — 6,40. Річний приріст населення склав 0,9%, коефіцієнт фертильності 2,0. На 1000 жінок доводилося 924 чоловіків.
| Вік                | Чоловіків | Жінок | Всього |
| ------------------ | --------- | ----- | ------ |
| від 0 до 14 років  | 27        | 26    | 24,6%  |
| від 15 до 64 років | 69        | 76    | 67,1%  |
| 65 років та вище   | 7         | 10    | 8,1%   |

| Показник                         | Чоловіків | Жінок | Всього |
| -------------------------------- | --------- | ----- | ------ |
| Середній вік населення (років)   | 30,3      | 33,2  | 31,8   |
| Середня тривалість життя (років) | 73,2      | 77,7  | 75,4   |
| Рівень письменності, %           | 98        | 99    | 98     |

## Культура
Походження населення і розташування островів надають Нідерландським Антильським островам змішану культуру. Туризм і переважаюча присутність мас-медіа із Сполучених Штатів збільшила регіональний культурний вплив США. Як і в багатьох інших країнах Латинської Америки та Карибського моря, важливим святом є Карнавал. Свята включають паради з танцями у яскравих кольорових костюмах, платформи та музичні групи також як і змагання краси та інші змагання. Карнавал на островах також включає північний парад «жуве» (j'ouvert або juve), який закінчується на сході сонця з спалюванням солом'яного Короля Момо, чистячи острови від гріхів та невдачі.

## Розпуск Нідерландських Антильських островів
Згідно з  референдумами, що відбулися з 2000 по 2006 роки, населення Кюрасао і Сінт-Мартена погодилось на status aparte (статус Аруби). Населення островів Бонайре і Саба вирішило отримати статус заморської провінції (подібний із заморськими департаментами Франції). Населення Сінт-Естатіуса виступило за збереження членства острова у складі Нідерландських Антильських островів, однак він став єдиним островом, що виступив за це.
10 вересня 2010 року Королівство Нідерландів і Нідерландські Антильські Острови (Кюрасао, Бонайре, Саба, Сінт-Естатіус і Сінт-Мартен) в Гаазі підписали Заключну декларацію (далі — Угоду), яка поставила крапку в конституційній реформі карибських територій Королівства. Текст офіційного прес-релізу англійською мовою.
Відповідно до умов Угоди з 10 жовтня 2010 року Кюрасао та Сінт-Мартен стали самокерованими державами зі значною автономією (status aparte) у складі Королівства Нідерландів, у той час як Бонайре, Саба, та Сінт-Естатіус отримали статус спеціальних муніципалітетів Нідерландів (статус, близький до заморських департаментів Франції).
10 жовтня 2010 року Нідерландські Антильські острови завершили існування.